# 서울고은초등학교
서울고은초등학교는 대한민국 서울특별시 서대문구 홍제동에 있는 공립 초등학교이다.

## 학교 연혁
- 1971년 12월 3일: 서울고은국민학교 개교
- 1994년 12월 7일: 급식실 개관
- 1996년 3월 1일: 서울고은초등학교로 개칭
- 2025년 8월 ~ 2028년 7월 : 개축 공사 (예정)

## 참고 자료
- 서울고은초등학교 - 한국교육학술정보원 학교알리미